# Serhij Herbel

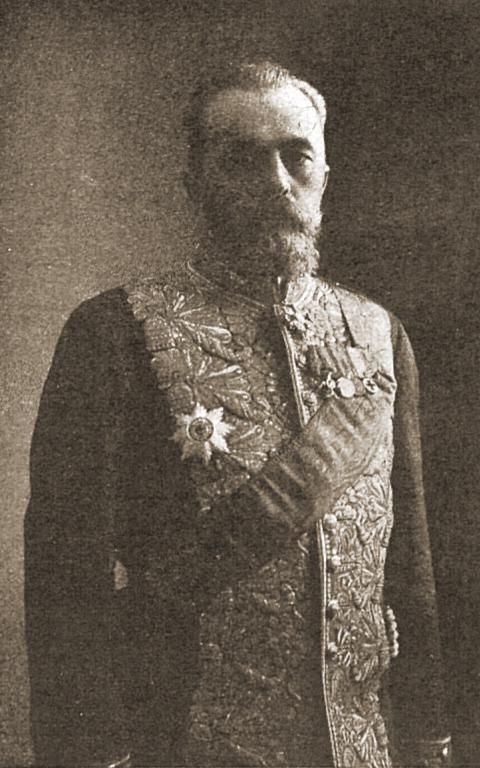
Serhij Mykolajowytsch Herbel, vor 1916

Serhij Mykolajowytsch Herbel (ukrainisch Сергій Миколайович Гербель; russisch Сергей Николаевич Гербель, Sergei Nikolajewitsch Gerbel; * 1856 im Gouvernement Sankt Petersburg, Russisches Kaiserreich; † unbekannt) war ein höherer Beamter im Russischen Reich, 1902 bis 1903 Vizegouverneur, 1903 bis 1904 Gouverneur vom Gouvernement Charkow. 1918 war Serhij Herbel zunächst Ernährungsminister in der Regierung Fedir Lysohub und nach dessen Rücktritt der letzte Präsident des Ministerrates des Ukrainischen Staates (14. November bis 14. Dezember 1918).